# Siège de Metz (1371)
Pour les articles homonymes, voir siège de Metz.
Guerres féodales en Lorraine
Le siège de Metz de 1371 opposa le duc Jean Ier de Lorraine aux « citains » de la République messine, aidés de compagnies de mercenaires.

## Contexte
La Lorraine est le théâtre régulier d’affrontements entre différents seigneurs du Saint-Empire romain germanique, dans un monde fortement marqué par la féodalité. En 1371, les « Grandes compagnies » ravagent la région depuis près de six ans. Ces mercenaires, ou « routiers », se vendent au plus offrant, passant d'une cause à l'autre, rançonnant indifféremment villes ou grands seigneurs. Ainsi, les routiers pillent le Pays Messin au nom du duc de Bourgogne Philippe le Hardi, puis pour le compte de Pierre de Bar, seigneur de Pierrefort, avant de servir, aux mêmes fins, le duc Jean Ier de Lorraine.

## Guerre et siège
Pour faire face à cette menace, la cité messine engage aussi des mercenaires, « car il estoit sceu et cogneu qu'il n'y avoit prince en toutte France ne Allemaigne, ne cité tant fust forte, qui ne se fust rançonnée en la main de ces mauldits chiens enraigiés, et meismement nostre sainct pere le pappe ». Certains sont commandés par le chef de guerre gallois Yvain de Galles, qui guerroie pendant un mois pour la cité messine à la tête de ses « sept  vingt  glaives  et  quaitre  vingt  archiers », soit 140 fantassins porteurs d'armes d'hast, épaulés par 80 archers. D'autres, sont commandés par Jehan Rallevat et Reau Ruit, qui combattent avec « trois cents glaives et cent archers », soit 300 fantassins et 100 archers. Ces derniers portent le fer dans le duché de Lorraine, s'emparant de Letricourt, incendiant Neufchâteau et la moitié de Rozières. 
Au début de l'été 1371, le duc Jean de Lorraine s'installe devant Metz, dans le  faubourg « d'Outre-Seille ». Durant trois mois, il assiège Metz, en vain, pillant et ravageant le Pays messin. Doutant de la loyauté de ses propres troupes auxiliaires, la cité messine refuse prudemment le combat au duc lorrain. Pour répondre à un défi, les messins acceptent seulement de participer à une joute, opposant deux « escuiers », l'un Messin, l'autre Lorrain, dans la plus pure tradition médiévale, à la lance, à l'épée et à la hache.

## Issue du conflit
Une trêve est finalement signée vers la Toussaint de 1371. Les troupes ducales repartent, suivies de peu par les compagnies de mercenaires. Les troubles reprirent l'année suivante dans le pays messin, ne prenant fin qu'en 1373. Pourtant victorieuse, la cité messine, dont le pays avait été dévasté, et dont les fortifications devaient être renforcées, sortira financièrement affaiblie de ce nouveau conflit.

## Sources
- Huguenin, Jean-François : Les chroniques de la ville de Metz, Le Doyen de St Thiébault, Jean Aubrion, Philippe de Vigneulles, Praillon, Annales messines, etc. 900-1552 , ed S. Lamort, Metz, 1838.
- Henry Klipffel : Metz, cité épiscopale et impériale (Xe au XVIe siècle). Un épisode de l’histoire du régime municipal dans les villes romanes de l’empire germanique, Mémoires de l'Académie royale de Belgique, 1867, 19 (pp.337-338) (en ligne).
- Philippe de Vigneulles : La Chronique de Philippe de Vigneulles (retranscription de Charles Bruneau), Tome second "de l'an 1325 à l'an 1473", Société d'histoire et d'archéologie de la Lorraine, Metz, 1929.